# 张骏 (十六国)
张骏（307年—346年），字公庭，安定烏氏人。中國十六国时期前凉政权的君主，在位二十二年。为前凉明王张寔之子，前凉成王张茂之侄。張駿任內前涼國力提升，也乘前趙滅亡而盡得河南（甘肃地区黄河以南）隴西之地，又進攻西域。張駿亦先後接受後趙及東晉的官位，在位晚期亦建設起天子規格器物、儀式及官職架構。

## 生平
建興四年（316年），張駿受封霸城侯。建興八年（320年），張寔去世，涼州州府推舉其叔張茂繼位，張茂於是以張駿為撫軍將軍、武威太守，襲爵西平公。建興十二年（324年），張駿在張茂死後繼位，並暗示時滯留在姑臧的晉愍帝使者史淑以晉廷名義授予自己使持節大都督、大將軍、涼州牧、領護羌校尉，封西平公。時前趙皇帝劉曜也授張駿大將軍、涼州牧，封涼王。

### 對外擴張
張駿繼位時，守枹罕的涼州將領辛晏據城反對張駿，不服其統治。張駿打算討伐但為從事劉慶勸止，而翌年辛晏也向張駿投降，收服了河南之地。建興十五年（327年），張駿聽聞前趙軍隊敗於後趙，於是除去前趙所授的官爵，用回晉朝的官爵，並派兵進攻前趙秦州。可時前涼軍敗於前趙南陽王劉胤所率的軍隊，劉胤更乘勝渡過黃河，攻陷令居並殺二萬多人，又進佔振武，震動河西，張駿派皇甫該前往防禦。金城太守張閬及枹罕護軍辛晏都向前趙投降，河南之地復失。建興十七年（329年），前趙亡於後趙，張駿於次年就乘機重奪河南地，進軍至狄道，置武街、石門、侯和、漒川及甘松五屯護軍。不久，後趙派了鴻臚孟毅授予張駿征西大將軍、涼州牧，但張駿恥於為後趙之臣，不接受並留下孟毅。但不久就因畏懼後趙強大而向其稱臣，送還孟毅。東晉朝廷也進張駿鎮西大將軍，仍授涼州刺史、領護羌校尉並封西平公，詔命於建興二十一年（333年）到達前涼，張駿接受任命，派王豐等人陳謝並上疏稱臣，但仍然用建興年號，不用東晉年號。次年東晉又進張駿為大將軍，此後晉涼每年都有使者往來。
張駿又曾派將領楊宣率兵進攻龜茲及鄯善，終令西域諸國都歸附前涼，焉耆前部王及于寘王都派人進貢。也曾上疏晉廷請求配合司空郗鑒及征西將軍庾亮進行北伐。

### 對內政策
西域長史李柏敗於不肯服從張駿的戊己校尉趙貞，有人認為是李柏自設計謀導致失敗，請張駿誅殺他，然而張駿終免李柏一死，更得眾人歡心。張駿也改易原本犯下死罪者的親屬不得留在朝中的律令，只是限制他們不能參與宿衞，於是令前涼刑法清明，國家富強，群僚更於建興二十年（332年）勸張駿稱「涼王」，自領秦涼二州牧，置公卿百官。雖然張駿嚴詞拒絕，但其實前涼境內都用涼王去稱呼張駿。後張駿更努力改變自己，勤於庶政，統掌涼州文武事務，治績不錯，得四方稱頌，叫他做「積賢君」。而涼州自晉末以來連年都有戰事，至張駿在位時漸見平穩安定。建興二十七年（339年），張駿又設辟雍、明堂以行禮教。
張駿攻西域後，在涼州西界劃出設沙州，又將涼州東界劃出設河州，時屬官們都稱臣。張駿亦在姑臧附近增築新城，又修建用金玉和五色畫裝飾的謙光殿，極盡珍貴精巧，其四面都各建一殿，四季各居一殿。他又自稱大都督、大將軍、假涼王，督攝涼沙河三州，設六佾之舞，設天子的豹尾車，所設祭酒、郎中、大夫、舍人、謁者等官職官號都模仿晉朝體系，只是稍稍改了名字。
建興三十四年（346年），張駿去世，享年四十歲，前涼改諡為文公，晉廷則賜諡號忠成，贈大司馬，歸葬大陵。其子張祚稱帝時，追尊為文王，廟號世祖。

## 陵墓
后凉年间，有名叫安据的即序胡人盗张骏墓，见张骏貌如生前，并盗得真珠簏、琉璃榼、白玉樽、赤玉箫、紫玉笛、珊瑚鞭、马脑钟、水陆奇珍不可胜数。后凉皇帝吕纂诛安据党徒五十余家，遣使吊祭张骏，并缮修其墓。

## 性格特徵
張駿年輕就已顯得奇特雄偉，十歲時就能寫文章，為人卓越不羈，但曾經縱情淫慾，常夜遊城邑里巷。《魏書·張寔傳》記載張駿為人貪婪，為求進圖秦隴而給予人民穀物布帛，一年後收一倍稅收，不夠的都要用田地屋宅抵償。然《晉書·張軌傳》則載是譚詳建議將倉庫的穀贈予百姓，然後在秋季收三倍稅收，為陰據所諫而放棄實行。《魏書》又寫其因畏懼大姓陰氏勢力大而逼陰澹弟陰鑒自殺，大失人心。此事《晉書》亦無載。

## 家庭

### 妻妾
- 严王后，嫡妻，張重華繼位後尊為大王太后
- 马夫人，張重華生母，獲尊為王太后。
- 某氏，鄯善王元孟所献，賜號“美人”。

### 子
- 张祚，前涼威王，張駿長子，曾稱帝。
- 张重华，前涼桓王，張駿次子。
- 张天锡，前涼末任君主，西平悼公。